# Tephrosia coronillifolia
Tephrosia coronillifolia är en ärtväxtart som först beskrevs av Jean Louis Marie Poiret, och fick sitt nu gällande namn av Dc.. Tephrosia coronillifolia ingår i släktet Tephrosia och familjen ärtväxter. Inga underarter finns listade i Catalogue of Life.